# Marcus Hamilton
Marcus Hamilton es un personaje ficticio que apareció en la temporada final de la serie de televisión Ángel. El personaje es interpretado por el actor Adam Baldwin, que también trabajó con el creador Joss Whedon de Ángel.

## Biografía
Hamilton es uno de los villanos finales que aparecen en Ángel. No es humano, pues Illyria se refiere a él como “criatura”. De hecho, Hamilton es uno de los hijos de los socios mayores, pero diferente a Eve, no lo crearon recientemente simplemente para actuar como el enlace de los socios mayores con Ángel y sus amigos. Hamilton fue creado por los socios mayores hace mucho tiempo, pues él cuando va por Drogyn el Batallador el antiguo guardián del pozo más profundo tienen una charla de los viejos buenos tiempos. Su historia es desconocida pero cada uno considera claramente al otro como un adversario digno.

Dado que Eve busca urgentemente la protección de Ángel, este y el equipo creen al principio que Hamilton ha sido enviado por los socios mayores para matarle. Sin embargo, la asignación de Hamilton es simplemente substituir a Eve como enlace de Ángel a los socios mayores. Eve ve claramente esto como una muerte segura, puesto que ella goza de la ventaja de la juventud eterna, que se revoca sobre su renuncia a los socios mayores. Al tener éxito con Eve, Hamilton hace claro del comienzo que él no es como ella y que no será corrompido o manipulado por los demás como los socios mayores sentían probablemente le había pasado a Eve. Él comienza a aconsejar a Ángel muy de cerca cuando el último intenta ser parte del círculo de la espina negra, fue enviado a secuestrar a Drogyn para utilizar como sacrificio durante la iniciación de Ángel en el círculo. Sin embargo, la intuición de Hamilton lo hace ser cuidadoso de vigilar al vampiro, sospechando que él puede
todavía traicionar a Wolfram & Hart y al círculo. Con la fuerza asombrosa reflejándose en su sangre, él puede soportar un ataque del vampiro (no obstante con un poco de dolor), así como para derrotar rápidamente a Illyria.
Al saber que Ángel sólo los había estado engañando y que su lealtad todavía está con el bien, Hamilton procura inmediatamente matarle antes de que él pueda matar al Archiduke Sebassis, al que el Ángel había seleccionado como su blanco lanzando a Ángel a un lado después de una rápida golpiza, Hamilton indica que él mira a Ángel simplemente un idiota suertudo que consiguió una buena posición en la firma, que sin embargo su arrogancia lo mató, preguntándole que si él pensó que realmente podría matar a Sebassis. Ángel, sin embargo, revela que él mató ya al Archiduke envenenando su bebida de la sangre de un demonio auxiliar, concluyendo que Hamilton era al que él quería enfrentar, aunque él admite que él pensó que la lucha le iba a ir mejor.
Durante el resto de la lucha, Hamilton se pregunta por qué Ángel continúa luchando después de renunciar a la profecía de Shanshu, A lo que Ángel le contesta que A los que nunca le han importado los demás nunca lo entenderían. Su batalla casi acaba cuando Hamilton casi estaca a Ángel, pero Ángel se salva con la inesperada ayuda y bastante oportuna de su hijo, Connor. Aunque ni Ángel ni Connor pueden infligir mucho daño al principio y este último queda algo aturdido lo que lo saca de la lucha, Hamilton arrogantemente revela la fuente de su poder. Oyendo que la fuerza de los socios mayores llena la sangre de Hamilton de mucho poder, Ángel tomo su apariencia de vampiro y la bebe. Al absorber la fuerza y la energía en tal sangre Ángel gana el aumenta su poder considerablemente y así logra derrotar a su opositor. Cerca del final, Hamilton pregunta si Ángel realmente piensa que él puede derrotar al círculo. Del lobo el cordero y el ciervo, y le dice “somos una legión, nosotros somos uno por siempre”. Recuperado, Ángel encaja presión en el cuello de Hamilton y dice mientras lo golpea, “Pues parece que el para siempre se hizo mucho más corto como al parecer... ahora.”
La muerte de Hamilton termina desatando la ira de los Socios mayores, que destruyen el edificio de Wolfram & Hart en Los Ángeles con Eve dentro.

## Poderes y habilidades
Marcus Hamilton es bastante fuerte al dominar fácilmente a Illyria y dejarla bastante herida y ensangrentada. Él puede soportar un golpe al estómago provocado por Ángel mientras que a él le lastima la mano, aunque la sorpresiva aparición de Connor en la misma batalla no cambió nada y Hamilton lo golpea más adelante a través de una pared de cristal. Él puede perforar totalmente el torso de un protector de seguridad humano ordinario con un solo soplo y tan sólo agitando su brazo desvía el ataque de la vampiresa Harmony Kendall.
- Datos: Q3142916